# Bükkmogyorósd, Borsod-Abaúj-Zemplén
Bükkmogyorósd este un sat în districtul Ózd, județul Borsod-Abaúj-Zemplén, Ungaria, având o populație de 127 de locuitori (2011). 

## Demografie
Componența etnică a satului Bükkmogyorósd
     Maghiari (100%)
Componența confesională a satului Bükkmogyorósd
     Romano-catolici (66,93%)
     Reformați (9,45%)
     Fără religie (7,87%)
     Necunoscută (15,75%)
     Alte religii (2,36%)
Conform recensământului din 2011, satul Bükkmogyorósd avea 127 de locuitori. Din punct de vedere etnic, majoritatea locuitorilor (100,0%) erau maghiari.  Din punct de vedere confesional, majoritatea locuitorilor (66,93%) erau romano-catolici, existând și minorități de reformați (9,45%) și persoane fără religie (7,87%). Pentru 15,75% din locuitori nu este cunoscută apartenența confesională.